# Go-bugyō

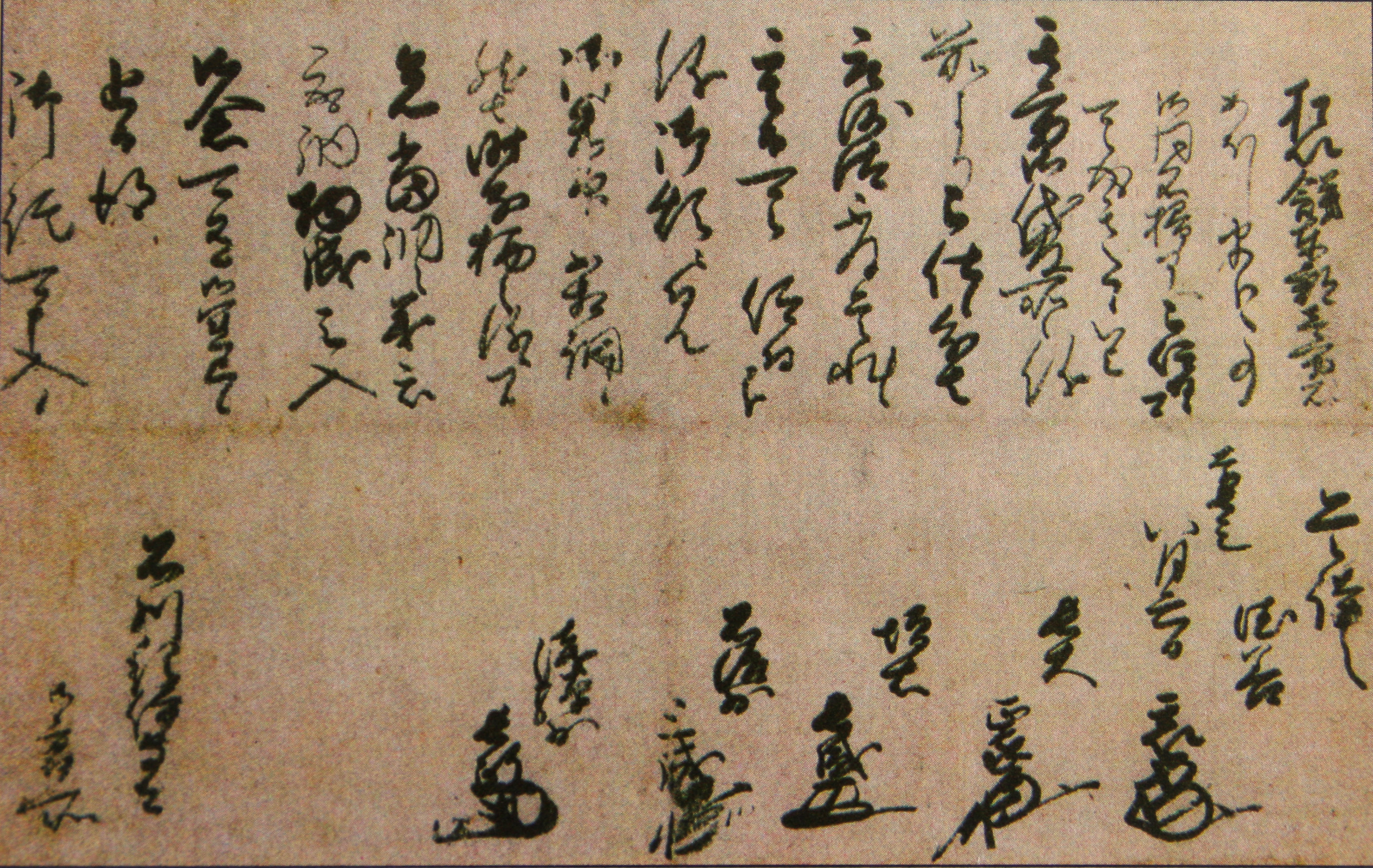
Lettre du go-bugyō de Toyotomi.

Les go-bugyō (五奉行) ou « cinq commissionnaires », est un organe administratif du Japon féodal qui devient plus tard le go-tairō (« Conseil des cinq Anciens »). Il est fondé par Toyotomi Hideyoshi lorsqu'il devient kampaku (régent impérial) en 1585.

## Mission
Les commissaires sont chargés de gouverner la capitale Kyoto et les régions avoisinantes, appelées kinai. Hideyoshi, cependant, maintient toujours un intérêt très actif dans le domaine administratif, et il a été théorisé par certains chercheurs que le go-bugyō, contrairement au go-tairo qui l'a remplacé, sert plus comme comité de spécialistes et de conseillers que de groupe qui prend effectivement des décisions politiques.
Les cinq membres initialement nommés sont Asano Nagamasa, Maeda Gen'i, Mashita Nagamori, Natsuka Masaie et Ishida Mitsunari. Tous les cinq sont des samouraïs des provinces d'Ōmi et d'Owari, et fervents soutiens de Oda Nobunaga, l'ancien seigneur de Hideyoshi.
Maeda Gen'i, abbé bouddhiste aussi connu comme l'abbé Tokuzen-in, est nommé au poste de shoshi-dai, ou commissaire à l'aire métropolitaine (de Kyoto). En conséquence, il s'occupe d'une série de questions religieuses, et officie également en tant que juge dans les litiges civils. Natsuka Masaie devient commissaire des finances, et Mashida Nagamori est affecté aux travaux publics. Ishida Mitsunari est commissaire de police et régit la région de Sakai près d'Osaka. Sakai est un port important, aussi Ishida est-il beaucoup investi dans la gouvernance et le contrôle des divers aspects du commerce.

## Liste dego-bugyō
- Asano Nagamasa
- Maeda Gen'i
- Mashita Nagamori
- Natsuka Masaie
- Ishida Mitsunari